# ریکاردو گارکا
ریکاردو گارکا (اسپانیایی: Ricardo Gareca‎؛ زادهٔ ۱۰ فوریهٔ ۱۹۵۸) بازیکن سابق و مربی فوتبال اهل آرژانتین است.
از باشگاه‌هایی که در آن بازی کرده‌است می‌توان به باشگاه اتلتیکو ایندپندینته، باشگاه فوتبال بوکا جونیورز، باشگاه فوتبال ریور پلاته، باشگاه فوتبال ولز سارسفیلد اشاره کرد.